# Liste des maires de Franconville (Val-d'Oise)
Cet article dresse une liste par ordre de mandat des maires de Franconville, commune française située dans le département du Val-d'Oise en région Île-de-France.

## Liste des maires
| Période                                  | Période                        | Identité               | Étiquette        | Qualité |
| ---------------------------------------- | ------------------------------ | ---------------------- | ---------------- | --- |
| Les données manquantes sont à compléter. |                                |                        |                  | |
| 1800                                     | 1813                           | Jean-Baptiste Guichard |                  | |
| 1813                                     | 1821                           | Guillaume Bouju        |                  | |
| 1821                                     | 1830                           | Louis-Philippe Leclerc |                  | |
| 1830                                     | 1835                           | Guillaume Bouju        |                  | |
| 1835                                     | 1835                           | Louis Faucon           |                  | |
| 1835                                     | 1836                           | Antoine Jugier         |                  | |
| 1836                                     | 1837                           | Jean Bertin            |                  | |
| 1837                                     | 1843                           | Émile de Perthuis      |                  | |
| 1843                                     | 1873                           | François Chenel        |                  | |
| 1873                                     | 1876                           | Nicolas Védy           |                  | |
| 1876                                     | 1878                           | Louis de Ribaucourt    |                  | |
| 1878                                     | 1884                           | Louis Baudier          |                  | |
| 1884                                     | 1904                           | Toussaint Lucas        |                  | |
| 1904                                     | 1908                           | Claude Bonne           |                  | |
| 1908                                     | 1919                           | Georges Leredu         |                  | Député de Seine-et-Oise (1914 → 1927) Ministre (1920) Sénateur de Seine-et-Oise (1927 → 1936) |
| 1919                                     | 1925                           | Octave Bucourt         |                  | |
| 1925                                     | 1945                           | Albert Bigeard         |                  | |
| 1929                                     | 1930                           | Émile Gentil           |                  | |
| 1930                                     | 1944                           | Claude Lagoutte        |                  | |
| 1944                                     | 1945                           | Octave Bucourt         |                  | |
| 1945                                     | 1955                           | Ferdinand Grosdemange  |                  | |
| 1955                                     | 1959                           | Georges Fournier       |                  | |
| 1959                                     | 1977                           | André Blondé           | UDF-PR           | Conseiller général de Franconville (1967 → 1973) |
| 1977                                     | 1983                           | Annie Brunet           | PCF              | Conseiller général de Franconville (1973 → 1979) |
| 1983                                     | décembre 2017                  | Francis Delattre,      | UDF-DL, UMP → LR | Sénateur du Val-d'Oise (2011 → 2017) Député du Val-d'Oise (4e circ.) (1986 → 2007) Conseiller général de Franconville (1979 → 1988) Vice-président de la CA Val-et-Forêt (2004 → 2008) Démissionnaire |
| décembre 2017,                           | En cours (au 1er juillet 2021) | Xavier Melki           | LR               | Ancien directeur de banque Vice-président de la Communauté d'agglomération Val Parisis (2020 → ) Réélu pour le mandat 2020-2026                                                                       |